# Patrick Pillay

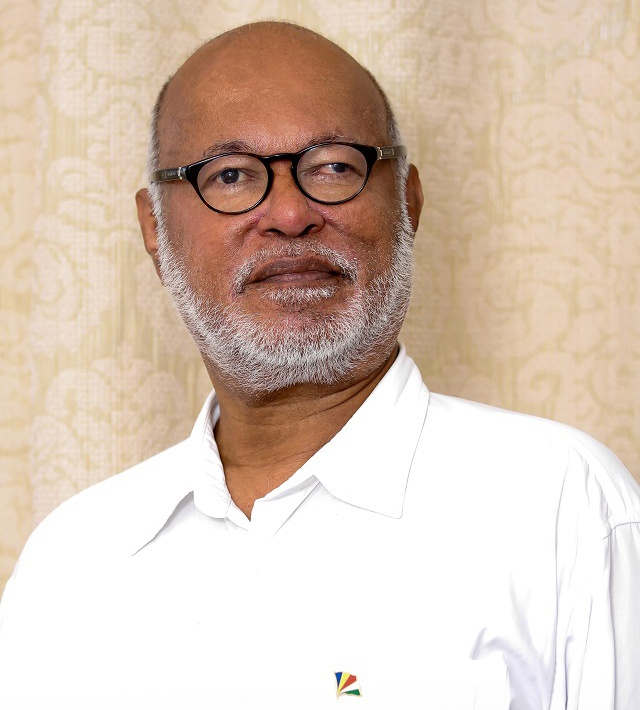
Patrick Pillay

Patrick Georges Pillay (* 12. März 1949; † 20. Dezember 2024 in Victoria) war ein seychellischer Politiker.

## Biografie
Pillay wurde 1993 Minister für Bildung und Kultur in der Regierung von Präsident France-Albert René und bekleidete dieses Ministeramt bis 1998. Im August 1998 war er als Minister für Jugend und Kultur Teilnehmer an der Weltkonferenz der Jugendminister. Danach war in der Regierung René zunächst zwischen 1998 und 2000 Minister für Kultur und Sport sowie 2000 bis 2001 Minister für Industrie und internationale Wirtschaft, ehe er zuletzt 2001 Gesundheitsminister in der Regierung René wurde. Das Amt des Gesundheitsministers hatte er vom 14. Juli 2004 bis zum 12. Februar 2005 auch in der Regierung von Renés Nachfolger als Präsident, James Alix Michel, inne.
Am 12. Februar 2005 wurde Pillay von Präsident James Alix Michel als Nachfolger von Jérémie Bonnelame zum neuen Minister für Auswärtige Angelegenheiten und Internationale Kooperation ernannt. In dieser Funktion war er auch Gouverneur der Seychellen in der Afrikanischen Entwicklungsbank (ADB) und als solcher Gastgeber von deren 43. Jahrestreffen. Am 2. September 2009 trat er von seinem Amt als Außenminister zurück, woraufhin Präsident Michel dieses Amt am 15. September 2009 selbst übernahm. 2010 trat er sein neues Amt als Hoher Kommissar in Großbritannien an.
Bei der Präsidentschaftswahl 2015 kandidierte Patrick Pillay für die Partei Lalyans Seselwa für das Amt des Staatspräsidenten und kam im ersten Wahlgang vom 3. bis 5. Oktober 2015 mit 8.593 Stimmen (14,19 Prozent) nach James Michel von der Volkspartei (28.911 Stimmen, 47,76 Prozent) und Wavel Ramkalawan von der Seychelles National Party (21.391 Stimmen, 35,33 Prozent) auf den dritten Platz. Im zweiten Wahlgang vom 16. bis 18. Dezember 2015 wurde Michel mit 31.512 Stimmen (50,15 Prozent) knapp vor Wavel Ramkalawan (31.319 Stimmen, 49,85 Prozent) knapp in seinem Amt als Präsident bestätigt.
Bei den Parlamentswahlen vom 8. bis 10. September 2016 wurde Pillay zum Mitglied der Nationalversammlung gewählt. Er übernahm daraufhin das Amt des Sprechers der Nationalversammlung (Speaker of the National Assembly) und wurde damit als Nachfolger von Patrick Herminie Parlamentspräsident. Am 6. März 2018 wurde Nicholas Prea als sein Nachfolger zum Sprecher der Nationalversammlung (Speaker of the National Assembly) gewählt.